# Tokoroten

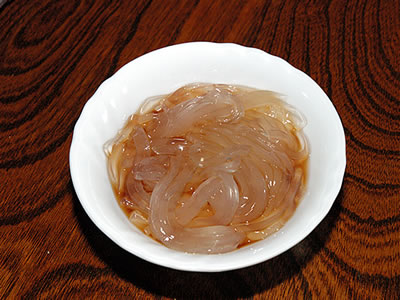
Schale Tokoroten mit Dressing aus Sojasoße und Mirin

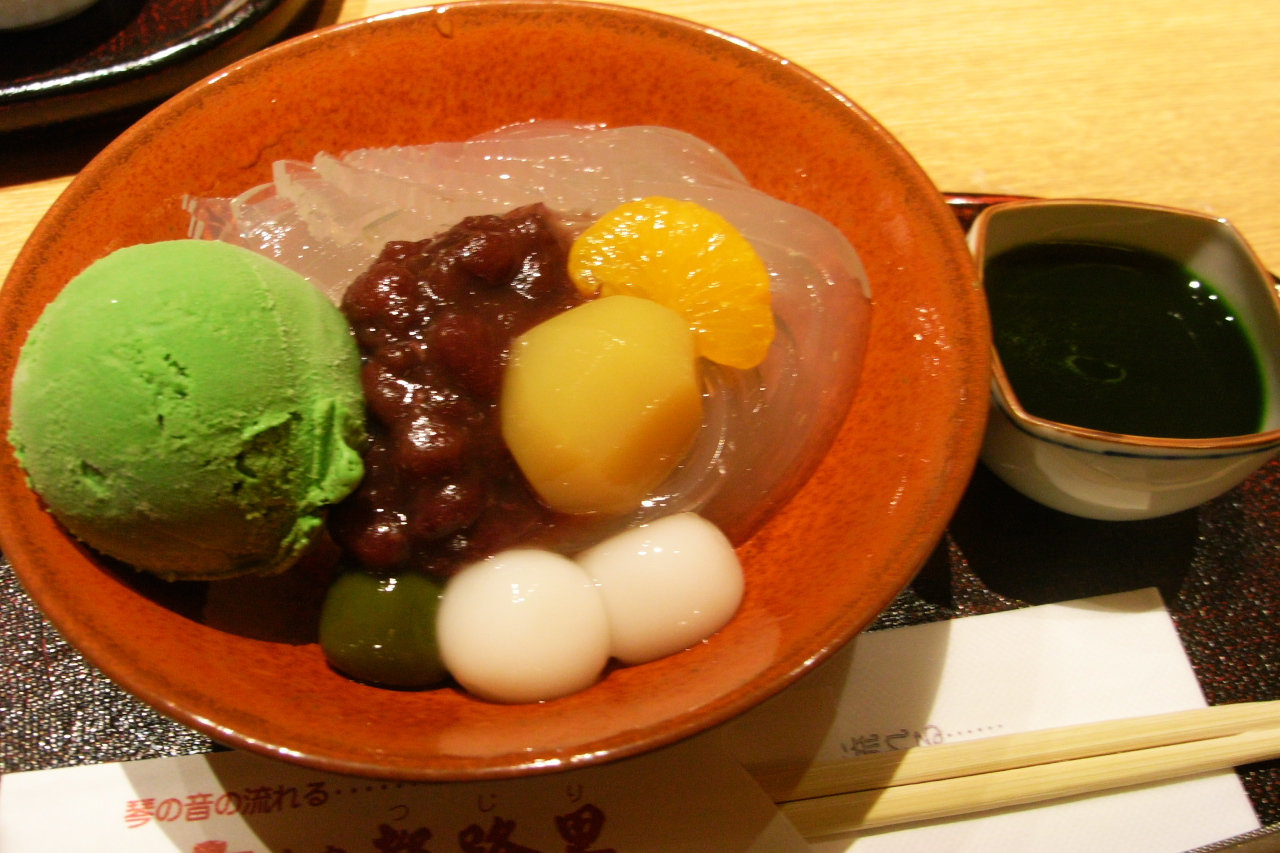
Tokoroten als Beilage in einem japanischen Dessert

Tokoroten (jap. ところてん, 心太 oder 瓊脂) sind Nudeln, die aus Agar-Agar hergestellt und kalt gegessen werden, in Japan vor allem in den Sommermonaten als erfrischende Zwischenmahlzeit. Als Dressing wird dazu Sojasoße und Mirin (süß) oder Essig (sauer) gegeben, manchmal noch garniert mit einem Tropfen japanischen Senf und kleingeschnittenen Frühlingszwiebeln.
Tokoroten finden sich aber auch als Beilage in japanischen Desserts.
Die Tokoroten-Nudeln sind fertig abgepackt erhältlich, können aber auch mit Hilfe eines speziellen Schneidegerätes Tokorotentsuki (ところてんつき) aus einem Agarblock (jap. Kanten) selbst hergestellt werden.